# 桑加吉·塔尔巴耶夫
桑加吉·安德烈耶维奇·塔尔巴耶夫（羅馬化：Sangadzhi Andreyevich Tarbayev；1982年4月15日—）是俄罗斯制片人、电视主持人、演员和政治人物。他在2021年俄罗斯立法选举中当选为国家杜马代表，并在第八届国家杜马期间担任旅游和旅游基础设施发展委员会主席。他是新人党党员。
在当选杜马议员之前，塔尔巴耶夫是Yellow, Black and White的联合创始人和制片人，综合格斗推广公司Fight Nights Global（现为AMC Fight Nights）的联合创始人，以及制作公司My Way Productions的总监。他还当选为俄罗斯联邦公众院第五届会议成员（2014—17年）。

## 制裁
塔尔巴耶夫于2022年因俄乌战争受到英国政府制裁。